# Iso Liesjärvi (sjö i Södra Österbotten)
Iso Liesjärvi är en sjö i Finland. Den ligger i kommunen Alavo i landskapet Södra Österbotten, i den sydvästra delen av landet, 270 km norr om huvudstaden Helsingfors. Iso Liesjärvi ligger 145,7 meter över havet. I omgivningarna runt Iso Liesjärvi växer i huvudsak blandskog. Den är 19 meter djup. Arean är 1,65 kvadratkilometer och strandlinjen är 10,64 kilometer lång. Sjön  ingår i Lappo å huvudavrinningsområde. 